# N505iS
mova N505iS（ムーバ・エヌ ごー まる ごー アイ　エス）は、日本電気（NEC）が開発した、NTTドコモによる第二世代携帯電話 (mova) 端末製品。

## 概要
2003年夏モデルのN505iの後継機。デザインはN505iを踏襲するが、カメラ機能を大幅に強化した。
一部機種でメガピクセルカメラを搭載した505iシリーズの中では、N505iはP505iとともに30万画素クラスのカメラで見劣りしていたが、本端末はNEC端末として初のメガピクセルカメラを搭載した。また、接写モード用のスイッチが装備され、マクロ撮影時に必要だった専用レンズは不要になった。
背面のサブディスプレイ下に、N505iと同様のステレオスピーカーを搭載し、「サラウンド機能」を搭載した。また、miniSDメモリーカードに最大5時間の音声を録音できるボイスレコーダー機能や、メインディスプレイで画面を2分割して使える「ツインウインドウ機能」などを搭載する。内蔵コンテンツとしてディズニーのキャラクターが入っている。
当時、他社がアンテナをヒンジ部に移動させる中、NECの50Xシリーズの折りたたみ機種は、1999年のiモード1号機のN501i以降、一貫してアンテナを先端に設けたデザインとなっていたが、後継のN506iは回転2軸型採用によるヒンジ部アンテナとなり、50Xシリーズに代わって主力となるFOMAのN900iはアンテナ内蔵となったため、このデザインは本機種が最後となった。

## メーカーによるテレビCM
中国の音楽ユニット「女子十二楽坊」を起用した。タイアップ曲は女子十二楽坊の楽曲で、テレビCMの楽曲としては珍しくインストゥルメンタルだった。

## 歴史
- 2003年10月21日：ドコモがN505iS、D505iS、SH505iS、P505iS、SO505iSの開発を発表。
- 2003年12月10日 - 発売。
- 2012年3月31日 - movaサービス終了により使用はこの日限りとなる。